# Center for islandsk kunst
Center for islandsk kunst (isl.: Kynningarmiðstöð íslenskrar myndlistar − en.: Center for Icelandic Art) er en institution for aktiviteter der vedrører islandsk billedkunst. Centeret skal fremme islandsk kunst ved at forbinde de lokale kunstfællesskaber med internationale kunstnetværk. 
Det skal fremme det nationale og internationale samarbejde for at forbedre mulighederne for islandske kunstnere i Island og øge deres synlighed i udlandet. Centeret blev grundlagt i 2005 og er beliggende på Lækjargata 3 i Reykjavík.

## Centerets vigtigste opgaver
- At fungere som informationscenter[1]
- At fremme islandsk kunst og etablere forbindelser til internationale kunstbegivenheder
- At stå for den islandske pavillon på La Biennale di Venezia, biennalen i Venedig
- Iværksættelse af begivenheder eller events som for eksempel udstillinger og konferencer
- At sørge for programmer for besøgende